# Viola oenipontana
Viola oenipontana är en violväxtart som beskrevs av Josef Murr. Viola oenipontana ingår i släktet violer, och familjen violväxter. Inga underarter finns listade i Catalogue of Life.